# Мирослав Крлежа
Мирослав Крлежа (хорв. Miroslav Krleža; 7 липня 1893, Загреб — 29 грудня 1981, там же) — видатний югославський хорватський письменник та драматург.

## З біографії та творчості
Народився 7 липня 1893 року в Загребі в заможній сім'ї. Навчався у гімназії, закінчив кадетську школу, надалі вчився в Будапештській військовій академії, але офіцером австро-угорської армії так і не став.
Перші його драми-феєрії «Легенда» (1914) й «Маскарад» (1914), як і трохи пізніші — «Кралево» (1918), «Христофор Колумб» (1918), «Мікеланджело Буонарроті» (1919), «Адам і Єва» (1922), позначені впливами західноєвропейських модерністських течій. Створив ліричні поеми «Пан» і «Три симфонії» (1917).
Брав участь у Першій світовій війні, воював на галицькому фронті рядовим. Війну сприймав письменник як пекельну стихію зла, як «кривавий Абсурд». Такою вона й постала в його трьох книгах «Поезій» (1918—1919), у «Ліриці» (1919) та у фронтових репортажах.
Потрапив під вплив більшовицької пропаганди, захопився комуністичними ідеями. У 1925 році Крлежа відвідав СРСР і написав книгу нарисів «Поїздка до Росії» (1926). Його статті на політичні й літературні теми того часу склали збірки «Мій порахунок з ними» (1932), «Європа сьогодні» (1935), «Десять кривавих років» (1937) та інші. Впродовж 1918—1939 років — член комуністичної партії Югославії, виключений за неортодоксальні погляди.
Один із найкращих його творів — антивоєнний цикл новел «Хорватський бог Марс» (1922; з доповненнями—1933) перекладений українською і випущений видавництвом «Дніпро» у 1968 та 1981 рр.
У драмі «Галичина» («Galicija», 1922, друга редакція — «У таборі», 1934) Крлеж описав поневіряння домобранів на Східному театрі Першої світової війни.
Наприкінці 1920-х — у 1930-ті роки Крлежа створив цикл «Глембаї» — одне з найбільших досягнень реалізму в хорватській літературі. У 1938—1939 роках, Крлежа видав дві книги роману-памфлету «Бенкет у Блітві» (третю книгу він завершив після війни й опублікував у 1963 році). У 1932 р. опублікував роман «Повернення Філіпа Латиновича», який вважається першим повноцінним сучасним романом в хорватській літературі.
Важливе місце в творчості Крлежі посідала поезія. Написані у 1920—1935 роках вірші склали книгу «Пісень у темряві» (1937). У 1936 році вийшов його найкращий поетичний твір — сповнені віри в нескоримість народу «Балади Петріци Керемпуха».
Після Другої світової війни Крлежа став віце-президентом Південнослов'янської академії наук і мистецтв, працював директором Лексикографічного інституту, головним редактором «Енциклопедії Югославії». Життя різних верств хорватського суспільства Крлежа ґрунтовно простежив у п'ятитомному романі-епопеї «Прапори» (1969).
1962 року отримав премію Владимира Назора за значні досягнення у літературі.
Українською мовою твори М. Крлежі перекладали С. Панько та Р. Лубківський.